# Aeroportul Alférez FAP David Figueroa Fernandini
Aeroportul Alférez FAP David Figueroa Fernandini (IATA: HUU, ICAO: SPNC) este un aeroport din Huanuco Department⁠(d), Peru ce deservește zona Huánuco. Aeroportul a fost tranzitat în 2022 de 174.321 de pasageri.
Situat la o altitudine de 1.850 m, aeroportul dispune de o singură pistă. Este operat de CORPAC⁠(d).